# Oost-Slowaaks Museum
Het Oost-Slowaaks Museum (Slowaaks: Východoslovenské múzeum) is het meest bezochte museum van de Slowaakse stad Košice. Het museum staat iets ten noorden van het oude stadscentrum (Staré Mesto) aan het Plein van de Vredesmarathon (Námestie Maratónu mieru).

## Geschiedenis
Op initiatief van Imre Henszlmann — architect en ingezetene van Košice — en met medewerking van andere plaatselijke prominenten werd in 1872 een stichting opgericht die zich inzette voor het vergaren en tentoonstellen van waardevolle herinneringen aan Košice en omgeving. De eerste tentoonstelling werd op 25 juni 1876 geopend en vond plaats in de uitspanning Arany Csillaghoz. In 1888 liet Henszlmann zijn eigen omvangrijke oudhedencollectie aan het museum na. In 1906 kreeg het Museum van Opper-Hongarije (Hongaars: Felső-Magyarországi Muzeum) de naam van Ferenc II Rákóczi, nadat diens stoffelijk overschot van Turkije naar Košice was overgebracht om er in de Sint-Elisabethkathedraal te worden begraven.
Tussen 1899 en 1901 werd voor het Felső-Magyarországi Rákóczi-Muzeum een neobarok gebouw met Franse renaissance-invloeden opgetrokken, dat door Árpád Jakab en Mihály Répászky was ontworpen. Dit was het eerste bouwwerk in Košice dat speciaal ontworpen was om te fungeren als museum. Dit gebouw is sindsdien de hoofdzetel van het museum. Aan de top van de voorgevel ziet men een bas-reliëf van het stadswapen van Košice. Elders ziet men grote sculpturen, die Perseus en Vulcanus voorstellen. Het gebouw werd tussen september 2008 en september 2013 gerenoveerd.
Sinds 1991 wordt ook het tegenoverliggende, veel grotere gebouw door het museum gebruikt. Dit pand, dat uit 1909 dateert, had eerder een militaire functie.

## Tentoonstellingen
Het Oost-Slowaaks Museum herbergt verscheidene tentoonstellingen. Het omvat eveneens een groot aantal ruimten voor tijdelijke exposities over geschiedenis, archeologie, schone kunsten, historische fotografie, biologie, natuur en andere gerelateerde onderwerpen. De tijdelijke tentoonstellingen in het museum duren meestal enkele weken maar soms ook wel enkele maanden.
Het museum trekt ongeveer 100.000 bezoekers per jaar. Zijn collectie omvat meer dan 500.000 objecten. Een veel bekeken expositie is de Gouden schat van Košice. Deze bestaat uit 2920 gouden munten die in 1935 gevonden werden onder het pand nummer 68 in de Hlavná-straat.
Het museum heeft ook buitenhuis-afdelingen, waaronder de Mikluš-gevangenis en het herdenkingshuis Rodošto, beide in de Hrnčiarska-straat.

## Illustraties

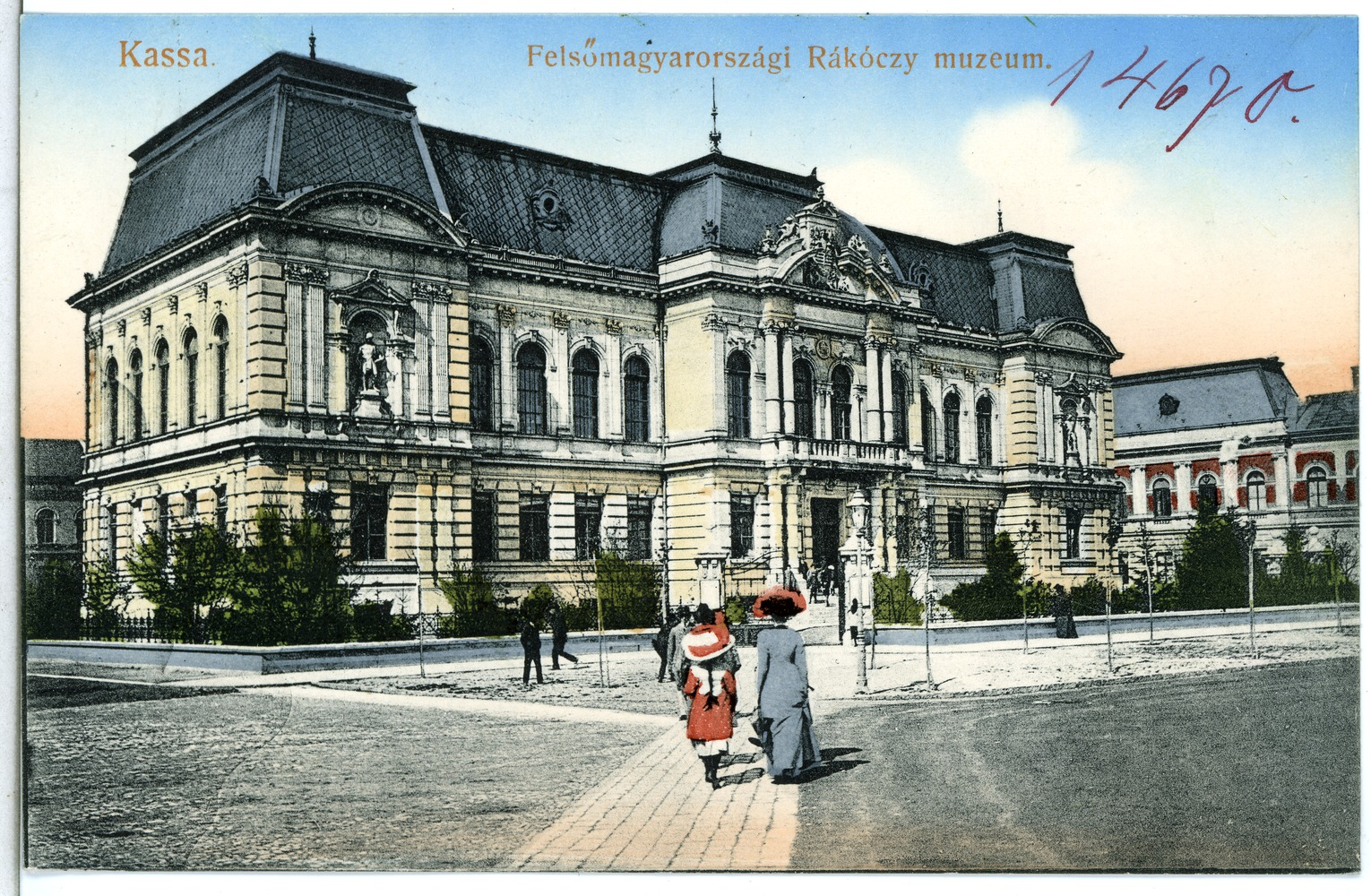
Het museum in 1912
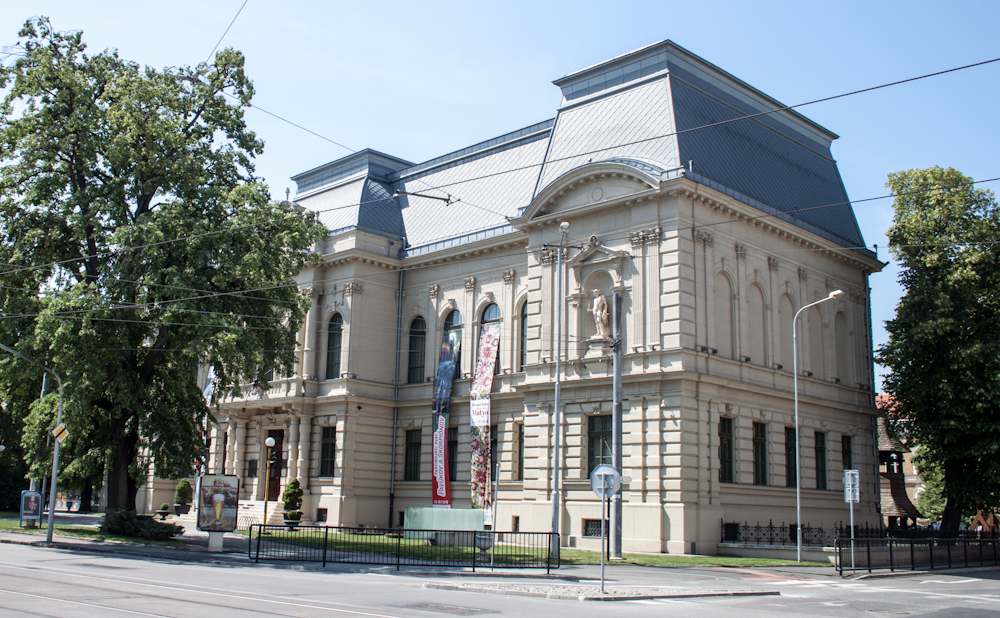
Het hoofdgebouw van het museum.
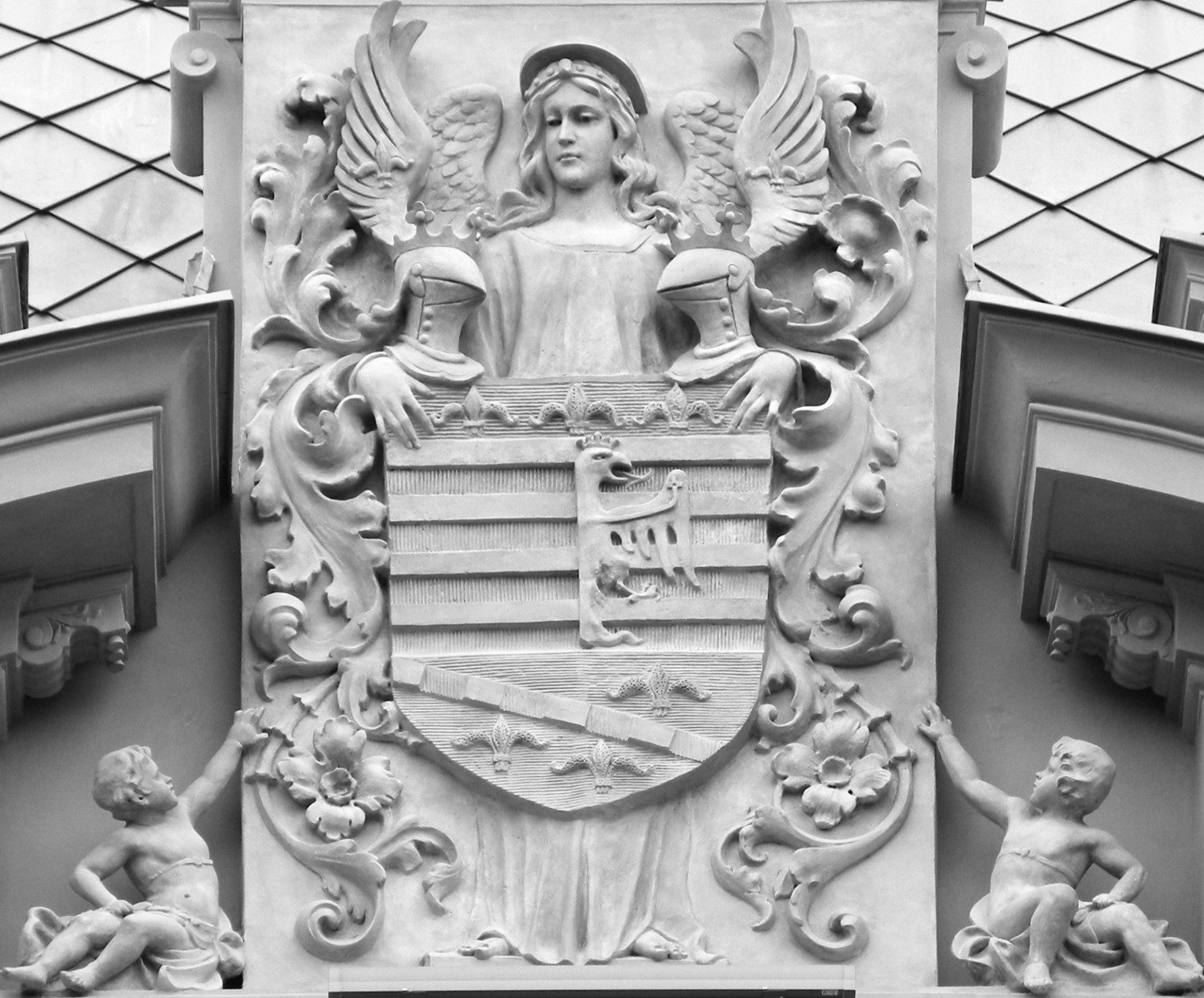
Het stadswapen van Košice aan de top van de voorgevel.